# Verebes (Ukrajna)
Verebes (korábban Verbiás, ukránul: Верб'яж, magyar átírásban Verbjazs) falu Ukrajnában, Kárpátalján, a Munkácsi járásban.

## Fekvése
Alsóvereckétől 5 km-re északkeletre fekszik, rajta halad át a Vereckei-hágón átvezető út.

## Története
Verebes (Verbias, Verbiás) nevét 1570-be említették először. A település nevét a rajta átfolyó (Füzes) patakról kapta.
1889-ben egyesítették Hlubokpatak, Petruszovica és Verbiás községeket.
1910-ben 562 lakosából 16 magyar, 107 német, 439 ruszin volt. Ebből 452 görögkatolikus, 108 izraelita volt.
A trianoni békeszerződésig Bereg vármegye Alsóvereckei járásához tartozott. Ma 1000 lakosú ruszin falu.
Határában van a 839 m magas Vereckei-hágó, ahol a hagyomány szerint a magyar fősereg 896-ban benyomult a Kárpát-medencébe.
A falu feletti 846 m magas Beszkid-hegyen 1881. szeptember 4-én egy 4 m magas gránitobeliszket emeltek, rajta emlékfelirattal.
1996-ban kezdte el Kárpátaljai Magyar Kulturális Szövetség egy honfoglalási emlékmű építését. A Matl Péter tervei alapján készült emlékmű 2008-ban készült el teljesen.
2020-ig Rákócziszállás és Újrosztoka tartozott hozzá.

## Népessége
A 2001-es népszámlálás során a lakosság elérte a 906 főt, melynek 99,6%-a ukrán, 0,2% moldáv, 0,1% magyar, 0,1% orosz anyanyelvűnek vallotta magát.

## Látnivalók
- görögkatolikus fatemploma 1888-ban épült.